# Алайський хребет
Ала́йський хребе́т — хребет Гісаро-Алайської гірської системи, на півночі обмежовує Ферганську долину, а на півдні — долину річки Кизил-Суу (Алайська долина).
Висота хребта становить від 5539 м на заході до 5051 м (гора Скобелева) в центральній частині, та до 4701 м (гора Сьогьот) на сході. В східній частині є зручний для транспорту перевал Талдик (3588 м), через який проходить шлях із Киргизстану до Таджикистану.
Хребет складається з різноманітних піщано-глинистих порід крейдової і третинної систем. Подекуди на поверхню виходять палеозойські відклади. В області головного підняття виступають кристалічні породи та метаморфічні сланці. Південні схили стрімкі, північні — пологі. У західній частині — вічні сніги та льодовики.
В передгір'ях до висоти 1500 м поширена напівпустельна і степова рослинність, на висоті 1500–2000 м — злакові луки та ліси з арчі, які вище 3000 м переходять в альпійські луки.